# علي الملا
علي الملا، لاعب كرة قدم كويتي سابق.
و قد كان علي الملا مهاجما مع نادي العربي الكويتي وقد لعب معهم مباراته الأولى في عام 1968، وقد سجل أول هدف له مع نادي العربي الكويتي على نادي القادسية الكويتي، وقد كان هداف كأس الأمير 1972/1973 برصيد 5 أهداف.
و قد أختير مع منتخب الكويت لكرة القدم لأول مرة في عام 1971.

## كأس الخليج

### كأس الخليج 1972
و قد سجل هدف في مرمى منتخب السعودية لكرة القدم، وقد سجل هدفين في مرمى منتخب الإمارات لكرة القدم.

### كأس الخليج 1974
و قد سجل هدف في مرمى منتخب الإمارات لكرة القدم، وقد سجل ثلاثية في مرمى منتخب عمان لكرة القدم.